# Stefan Bürger
Stefan Bürger (* 1970 in Magdeburg) ist ein deutscher Kunsthistoriker und Hochschullehrer.

## Werdegang
1986 bis 1991 absolvierte Bürger zunächst eine Malerlehre und war dann im VEB Denkmalpflege in Erfurt tätig. Bis 1994 schloss sich ein Studium der Restaurierung an der Fachhochschule Potsdam an. Nach dem Zivildienst studierte Stefan Bürger Kunstgeschichte, Mittelaltergeschichte und Evangelische Theologie an der Technischen Universität Dresden. 2004 wurde er mit einer vom Evangelischen Studienwerk Villigst geförderten Arbeit zu spätgotischen Gewölben zwischen Saale und Neiße promoviert. Am Dresdener Institut für Kunst- und Musikwissenschaft war er zunächst als wissenschaftlicher Mitarbeiter und nach der Habilitation 2011 als Privatdozent tätig. Nachdem er eine Vertretungsprofessur an der Universität Bonn übernommen hatte, wurde Stefan Bürger 2014 Professor am Institut für Kunstgeschichte der Universität Würzburg, wo er seitdem forscht und lehrt.
2024 wurde er Ordentliches Mitglied der Sächsischen Akademie der Wissenschaften zu Leipzig.
Schwerpunkt seiner Forschung ist die spätmittelalterliche und frühneuzeitliche Baukunst des mitteldeutschen Raums. Er untersucht insbesondere die Bauhüttenstrukturen und Bauabläufe, Gewölbeformen und Typen von Sakral- und Profanarchitektur dieser Zeit.

## Veröffentlichungen (Auswahl)
- Figurierte Gewölbe zwischen Saale und Neiße. Spätgotische Wölbkunst von 1400 bis 1600. VDG, Weimar 2007.
- Die Konstruktionen der Prager Gewölbefigurationen Peter Parlers und deren Potential für die mitteleuropäische Baukunst. In: Markéta Jarošová, Jiří Kuthan (Hgg.): Prag und die großen Kulturzentren Europas in der Zeit der Luxemburger (1310–1437) (= Opera Facultatis Theologiae catholicae Universitatis Carolinae Pragensis. Historia et historia artium. Band 9). Prag 2008, S. 653–679.
- mit Bruno Klein (Hrsg.): Werkmeister der Spätgotik. Position und Rolle der Architekten im Bauwesen des 14. bis 16. Jahrhunderts. Wissenschaftliche Buchgesellschaft, Darmstadt 2009.
- mit Bruno Klein (Hrsg.): Werkmeister der Spätgotik. Personen, Amt und Image. Wissenschaftliche Buchgesellschaft, Darmstadt 2010.
- Was für ein Typ? Allgemeine bau- und funktionstypologische Einschätzungen zum Stadtkirchenbau der sächsischen Spätgotik. In: Ulrike Siewert (Hrsg.): Die Stadtpfarrkirchen Sachsens im Mittelalter und in der Frühen Neuzeit (= Bausteine aus dem Institut für Sächsische Geschichte und Volkskunde. Band 27). Dresden 2013, S. 123–163.
- Architectura Militaris. Festungsbautraktate des 17. Jahrhunderts von Specklin bis Sturm. Deutscher Kunstverlag, Berlin 2013.
- Die spätgotische Architektur des Domkreuzgangs im architekturhistorischen Kontext. In: Johannes Sander, Wolfang Weiß (Hrsg.): Der Würzburger Dom – Geschichte und Gestalt (= Quellen und Forschungen zur Geschichte des Bistums und Hochstifts Würzburg). Würzburg 2017, S. 208–227.
- Der Freiberger Dom. Architektur als Sprache und Raumkunst als Geschichte. Janis Stekovics, Dößel 2017.
- Portale als Raumbilder und Bildräume – Ikonische Betrachtungen zu Portalarchitekturen in Regensburg, Prag und Bern. In: Stephan Albrecht, Stefan Breitling, Rainer Drewello (Hrsg.): Das Kirchenportal im Mittelalter. Petersberg 2019, S. 112–121.
- Architekturgeschichtliche Stellung der Wittenberger Schlosskirche im mitteldeutschen Schlosskapellenbau. In: Leonhard Helten u. a. (Hrsg.): Das ernestinische Wittenberg. Residenz und Stadt (= Wittenberg-Forschungen. Band 5). Petersberg 2020, S. 177–199.
- Zur Institutionalisierung der frühen Bauhütten im deutschsprachigen Raum (bis ca. 1520). In: Isabelle Chave, Étienne Faissant, Dany Sandron (Hrsg.): Le chantier cathédral en Europe. Diffusion et sauvegarde des savoirs, savoir-faire et matériaux du Moyen Age à nos jours. Paris/New York 2020, S. 155–163.
- Die Baukunst unter Lorenz von Bibra. Beziehungen zwischen Unterfranken und Sachsen im Bauwesen um und nach 1500. In: Enno Bünz, Wolgang Weiß (Hrsg.): Bischof Lorenz von Bibra (1495–1519) und seine Zeit. Herrschaft, Kirche und Kultur im Umbruch (= Quellen und Forschungen zur Geschichte des Bistums und Hochstifts Würzburg. Band 79). Würzburg 2020, S. 267–315.
- Spätgotische Baukunst in Unterfranken. Ein baukultureller Überblick von 1370 bis 1530 (= Quellen und Forschungen zur Geschichte des Bistums und Hochstifts Würzburg). Echter Verlag, Würzburg 2022.